# 천재원
천재원(1986년 12월 7일 ~)은 대한민국의 가수다. 2012년 싱글 앨범 [Kiss And Say Goodbye]로 데뷔했다.

## 방송
- 아침마당 (2013)
- 내일은 미스터트롯 (2020) - Top101
- 미스터트롯2 - 새로운 전설의 시작 (2022) - Top73

## 공연
- 여수! 트로트에 홀딱 빠지다 (2021)